# Euripersia edentata
Euripersia edentata är en insektsart som beskrevs av Danzig 1971. Euripersia edentata ingår i släktet Euripersia och familjen ullsköldlöss. Inga underarter finns listade i Catalogue of Life.